# آوا سلامت
آوا سلامت شرکت هلیکوپتری مجری خصوصی و انحصاری عملیات امداد هوایی ایران است. این شرکت وابسته به وزارت بهداشت، درمان و آموزش پزشکی است و با هدف توسعه ناوگان اورژانس هوایی در سال ۱۳۹۶ به عنوان بازوی اجرایی سازمان اورژانس ایران برای امداد رسانی هوایی در راستای طرح تحول نظام سلامت تأسیس شد و به صورت خودگردان اداره می‌شود.

## ناوگان هوایی

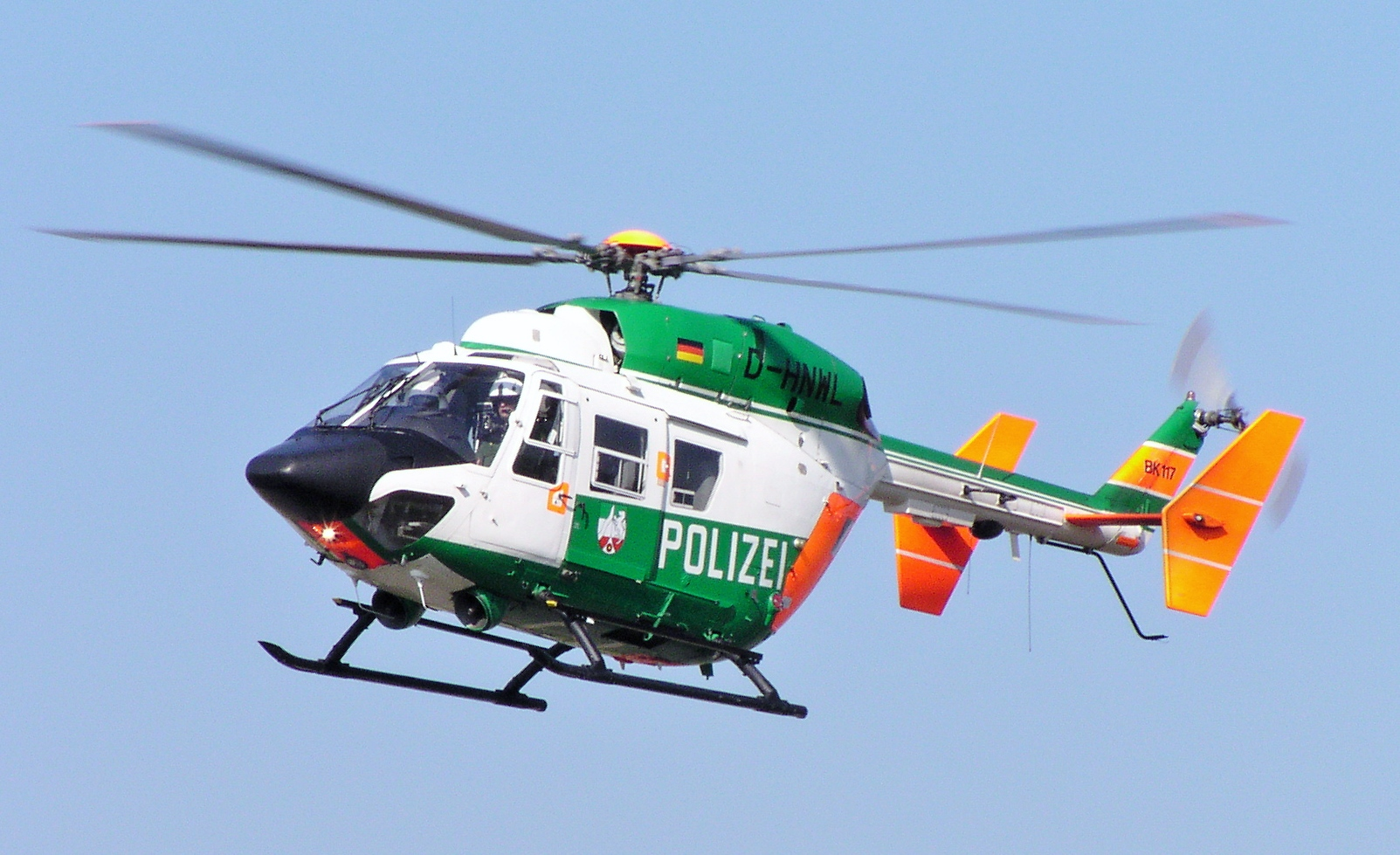
نمونه این هلیکوپتر در کشور آلمان

ناوگان هوایی این شرکت از هلیکوپترهای Eurocopter BK117 تشکیل شده‌است که ویژه امور فوریتهای پزشکی هوایی هستند.

## اسکادران فعال
- شش فروند بالگرد BK117-C1
- دو فروند بالگرد BK117-B2